# Jeanne Black
Jeanne Black geboren als Gloria Jeanne Black, (Pomona, 25 oktober 1937 - Orem, 23 oktober 2014) was een Amerikaanse countryzangeres.

## Carrière
Als 19-jarige werd Jeanne Black in 1956 landelijk bekend, dankzij een optreden in de tv-show Cliffie Stone's Hometown Jamboree. Er volgden verplichtingen in Lake Tahoe en Las Vegas. Er kwam een samenwerking met de gitarist Billy Strange. In 1960 kreeg ze een platencontract bij Capitol Records, waar in april 1960 de eerste single verscheen. De A-kant met Black als soliste droeg de titel He'll Have to Stay, op de B-kant zong ze in duet met een zekere Janie Black het nummer Under Your Spell Again. He'll Have to Stay was een zo genoemd antwoordlied op de Jim Reeves-hit He'll Have to Go. Terwijl Reeves in zijn song eist, dat zijn concurrent moet gaan, antwoordde Black: Hij zal blijven! Net als het oorspronkelijke nummer sprak de antwoordsong het publiek ook aan en bereikten beide in de Billboard Hot 100 de 4e plaats met een notering van elf weken. In de countryhitlijst belandde het nummer op een 6e plaats en in de r&b-hitlijst op de 11e plaats. He'll Have to Stay werd een miljoenensucces en werd onderscheiden met de Gouden Plaat.
He'll Have to Stay bleef Blacks enige grote platensucces. De daarop volgende single Lisa / Journey of Love, ook een duet met Janie Black, kwam in de Billboard Hot 100 op de 43e plaats. Aan het eind van 1960 probeerde Capitol Records het met een andere antwoordsong, ditmaal op Are You Lonesome Tonight? van Elvis Presley. Bij Jeanne Black heette het Oh, How I Miss You Tonight met een plaatsing op de 63e plaats. Blacks laatste single A letter to Anya / Guessin Again bij Capitol Records werd in januari 1962 gepubliceerd. Verdere singleopnamen zijn niet bekend. De lp A Little Bit Lonely had Capitol Records al in 1961 uitgebracht.

## Overlijden
Jeanne Black overleed in oktober 2014 op bijna 77-jarige leeftijd.

## Discografie

### Singles (Capitol Records)
- 1960: He'll Have To Stay / (Jeanne en Janie Black): Under Your Spell Again
- 1960: Lisa / Journey of Love (& Janie Black)
- 1960: You'll Find Out / Sleep Walkin'
- 1960: Oh, How I Miss You Tonight/ A Little Bit Lonely
- 1961: When You're Alone / Don't Speek to Me
- 1961: Jimmy Love / The Commandments of Love
- 1961: I'm Gonna Make It Happen / I Stole You Away
- 1961: Heartbreak USA / His Own Little Island
- 1962: A Letter to Anya / Guessin' Again

- International Standard Name Identifier: 0000 0004 6205 1823
- Library of Congress Control Number: n91092206
- MusicBrainz: ce51f2f2-afe6-4032-b873-69ccecbd1be0
- SNAC: w6rj75nd
- Virtual International Authority File: 75496207
- WorldCat: E39PBJwxPtJfhqTj9mWpkDXyBP